# Luigi Ferrara
Luigi Ferrara (Bari, 12 mei 1982) is een Italiaans autocoureur.

## Carrière
Ferrara begon zijn autosportcarrière in het karting voordat hij in 2000 overstapte naar het formuleracing om in de Italiaanse Formule Renault Campus te gaan rijden, een kampioenschap dat hij winnend afsloot. In 2001 stapte hij over naar de Italiaanse Formule Renault 2.0, waarin hij in vier jaar twee races won op het Autodromo di Pergusa en het Misano World Circuit. Zijn beste kampioenschapsresultaat was een vierde plaats achter Pastor Maldonado, Kohei Hirate en Luca Filippi in 2004. Dat jaar reed hij ook een aantal gastraces in de Eurocup Formule Renault 2.0.
In 2005 maakte Ferrara de overstap naar de Formule 3, waarbij hij uitkwam in het Italiaanse Formule 3-kampioenschap. Uitkomend voor het team Corbetta Competizioni won hij drie races op het Autodromo Enzo e Dino Ferrari, het Autodromo Nazionale Monza en op Misano en werd met 180 punten kampioen in de klasse. In 2006 maakte hij de overstap naar de Eurocup Mégane Trophy en werd voor het Oregon Team tiende in de eindstand met één podiumplaats op Misano. In 2007 had hij geen vast racezitje, maar reed wel in vier races van de International Formula Master voor Pro Motorsport.
In 2008 maakte Ferrara de overstap naar de sports cars en won in zijn debuutseizoen direct de Italiaanse Porsche Carrera Cup. In 2009 reed hij voor SANITEC Racing in de eerste vier raceweekenden van de Porsche Supercup met een zesde plaats op het Bahrain International Circuit als beste resultaat.
In 2010 maakte Ferrara zijn debuut in de Italiaanse Superstars Series voor CAAL Racing. In een Mercedes C63 AMG won hij direct de eerste twee races van het seizoen in het Italiaanse kampioenschap op Monza en stond hierna in nog vijf races op het podium, waardoor hij achter Thomas Biagi en Max Pigoli derde werd in de eindstand met 134 punten. In het internationale kampioenschap won hij ook twee races op de Hokenheimring en werd met 132 punten tweede achter Biagi.
In 2011 won Ferrara één race in het Italiaanse kampioenschap van de Superstars Series op Misano en werd achter Alberto Cerqui en Pigoli derde met 111 punten. In het Europese kampioenschap won hij één race op het Circuit Ricardo Tormo Valencia en eindigde achter Andrea Bertolini als tweede met 165 punten.
In 2012 reed Ferrara in slechts twee raceweekenden van de Superstars Series, maar eindigde op Pergusa wel op het podium. In 2013 keerde hij fulltime terug in het kampioenschap voor het Roma Racing Team en behaalde in het Italiaanse kampioenschap vier podiumplaatsen op weg naar de vijfde positie met 59 punten. In het Europese kampioenschap won hij één race op Donington Park en werd ook hier vijfde met 127 punten.
In 2014 stapte Ferrara over naar de GT3-klasse van het Italiaanse GT-kampioenschap, waarin hij samen met Marco Magli de race won op Imola. Hij eindigde uiteindelijk als zevende in de eindstand. In 2015 bleef hij hier rijden, maar kon geen grote prestaties leveren en werd slechts 32e in de eindstand.
In 2016 maakte Ferrara de overstap naar de TCR International Series, waarin hij voor Top Run Motorsport uitkwam in een Subaru Impreza STi TCR.